# Японські числівники
Японські числівники — система назв чисел та їхніх позначень, що використовується в японській мові. При написанні чисел в Японії використовуються запозичені Китайські числівники, так само й групування великих чисел по 10000 також запозичене з китайських традицій. При прочитанні використовується дві вимови: Китайсько-японське (онйомі) прочитання китайських символів і японське рідне прочитання (рідні слова, кунйомі).

## Базові цифри
В японській мові використовується два способи написання чисел: за допомогою арабських цифр (1, 2, 3) або китайських числівників (一, 二, 三). Арабські цифри частіше використовуються при горизонтальному написанні, а китайські ієрогліфи — при вертикальному написанні.
| Число                  | Символ   | Он прочитання          | Кун прочитання                  | Типове прочитання |
| ---------------------- | -------- | ---------------------- | ------------------------------- | ----------------- |
| 0                      | 零 / 〇* | rei / れい             | —                               | zero / ゼロ       |
| 1                      | 一       | ічі / いち             | хіто(цу) / ひと・つ             | ічі               |
| 2                      | 二       | ні / に                | фута(цу) / ふた・つ             | ні                |
| 3                      | 三       | сан / さん             | міт(цу) / みっ・つ              | сан               |
| 4                      | 四       | ші / し                | йон, йот(цу) / よん、よっ・つ   | йон               |
| 5                      | 五       | ґо / ご                | іцу(цу) / いつ・つ              | ґо                |
| 6                      | 六       | року / ろく            | мут(цу) / むっ・つ              | року              |
| 7                      | 七       | шічі / しち            | нана(цу) / なな・つ             | нана              |
| 8                      | 八       | хачі / はち            | ят(цу) / やっ・つ               | хачі              |
| 9                      | 九       | ку, кюю** / く, きゅう | коконо(цу) / ここの・つ         | кюю**             |
| 10                     | 十       | джюю** / じゅう        | тоо / とお                      | джюю**            |
| 13                     | 十三     | джюю-сан / じゅうさん  | (тоса / とさ)                   | джюю-сан          |
| 20                     | 二十     | ні-джюю / にじゅう     | (футасо / ふたそ / хата / はた) | ні-джюю           |
| 30                     | 三十     | сан-джюю / さんじゅう  | (місо / みそ)                   | сан-джюю          |
| 40                     | 四十     | ші-джюю / しじゅう     | (йосо / よそ)                   | йон-джюю          |
| 50                     | 五十     | ґо-джюю / ごじゅう     | (ісо / いそ)                    | ґо-джюю           |
| 60                     | 六十     | року-джюю / ろくじゅう | (мусо / むそ)                   | року-джюю         |
| 70                     | 七十     | шічі-джюю / しちじゅう | (нанасо / ななそ)               | нана-джюю         |
| 80                     | 八十     | хачі-джюю / はちじゅう | (ясо / やそ)                    | хачі-джюю         |
| 90                     | 九十     | ку-джюю / くじゅう     | (коконосо / ここのそ)           | кю-джюю           |
| 100                    | 百       | хяку / ひゃく          | (момо / もも)                   | хяку              |
| 1,000                  | 千       | сен / せん             | (чі / ち)                       | сен               |
| 10,000                 | 万       | ман / まん             | (йорозу / よろず)               | ман               |
| 100,000,000            | 億       | оку / おく             | —                               | оку               |
| 1,000,000,000,000      | 兆       | чьоо** / ちょう        | —                               | чьоо**            |
| 10,000,000,000,000,000 | 京       | кеі / けい             | —                               | кеі               |

* Також зустрічається особливе прочитання символу 〇 мару (що означає "коло"). Воно може використовуватися при прочитанні окремих цифр по порядку, або при прочитанні чисел по цифрам, замість його повного прочитання. Відомий приклад такого прочитання це відомий магазин 109 в Шібуя, Токіо, назва якого читається як ічі-мару-кюю (Канджі: 一〇九).
** Подовжений голосний звук при прочитанні.
При написанні великих чисел, елементи числа поєднуються від великого до малого.
| Число | Позначення | Прочитання              |
| ----- | ---------- | ----------------------- |
| 11    | 十一       | Джюю ічі                |
| 17    | 十七       | Джюю нана               |
| 151   | 百五十一   | хяку го-джюю ічі        |
| 302   | 三百二     | сан-бяку ні             |
| 469   | 四百六十九 | йон-хяку року -джюю кюю |
| 2025  | 二千二十五 | ні-сен ні-джюю го       |

## Забобони
Числа 4 та 9 вважаються не щасливими числами в Японії: 4, що вимовляється як ші, співзвучне із японським словом смерть (яп. 死); 9, коли вимовляється як ku, співзвучне із словом страждання (яп. 苦). Див. Тетрафобія. Число 13 теж іноді вважається нещасливим, але це є запозиченням із Західних традицій. На противагу тому, число 7 та іноді 8 вважаються щасливим числами в Японії.

## Офіційні цифри

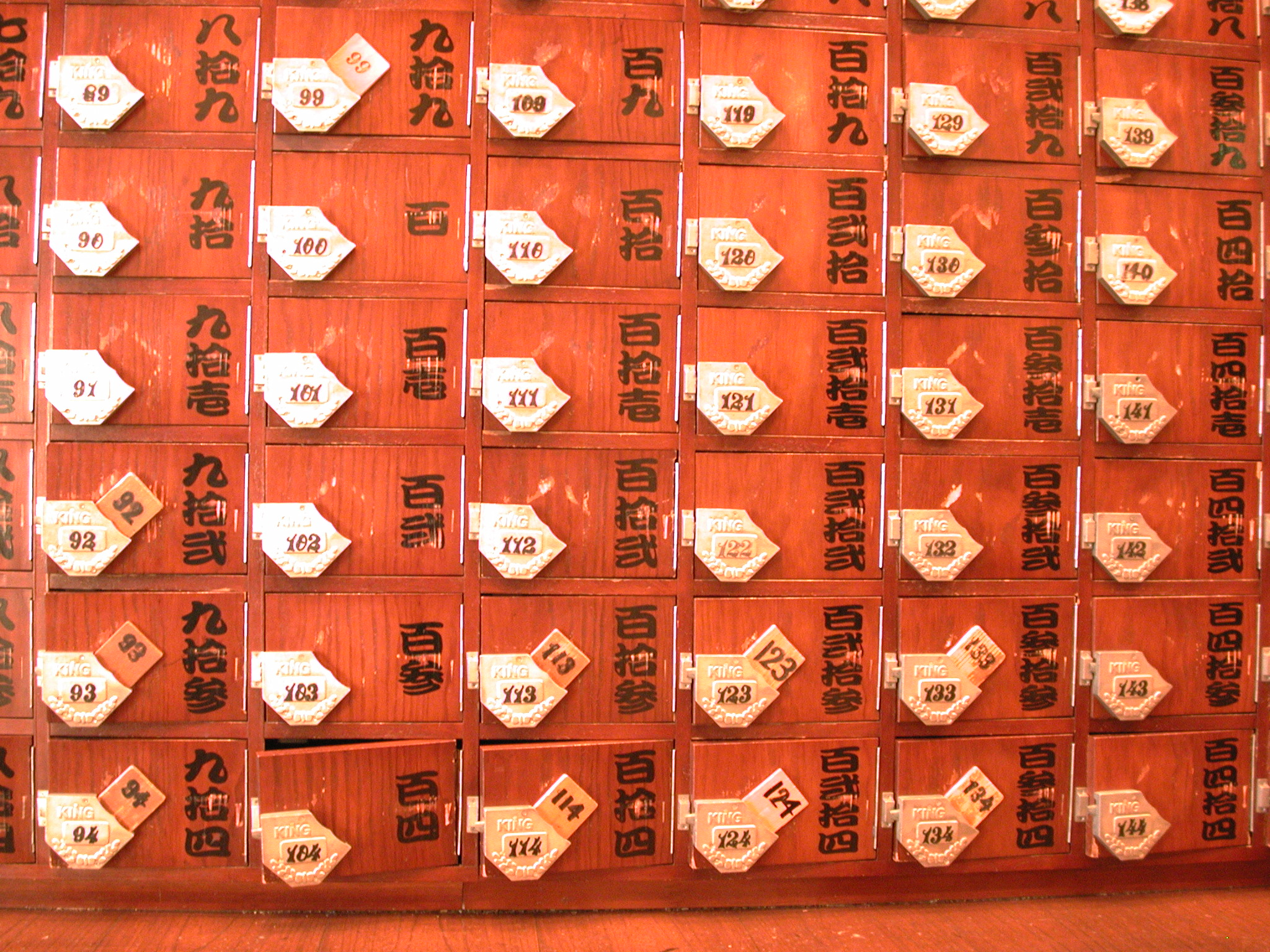
Гетабако

За аналогією із китайськими числівниками, існує окремий набір канджі для позначення цифр і в японській мові, який має назву даіджі (大字), і використовується в юридичних і фінансових документах що не дозволяє навмисно додавши один чи два штризи змінювати числа, як це легко зробити перетворивши один в два чи три. Ці офіційні цифри ідентичні китайським офіційним числам, за виключенням невеликих змін у деяких рисках. У юридичних документах цифри, що позначають один, два, три і десять записуються тільки у офіційній формі (цифри від 4 до 9, а також 100, 1000 і 10000 записуються звичайним чином, як наведено в таблиці нижче).
Офіційні цифри:
| Число | Звичайне представлення | Офіційне представлення | Офіційне представлення |
| Число | Звичайне представлення | Використовується       | Застаріле              |
| ----- | ---------------------- | ---------------------- | ---------------------- |
| 1     | 一                     | 壱                     | 壹                     |
| 2     | 二                     | 弐                     | 貳                     |
| 3     | 三                     | 参                     | 參                     |
| 4     | 四                     | 四                     | 肆                     |
| 5     | 五                     | 五                     | 伍                     |
| 6     | 六                     | 六                     | 陸                     |
| 7     | 七                     | 七                     | 柒, 漆                 |
| 8     | 八                     | 八                     | 捌                     |
| 9     | 九                     | 九                     | 玖                     |
| 10    | 十                     | 拾                     | 拾                     |
| 100   | 百                     | 百                     | 佰                     |
| 1000  | 千                     | 千                     | 阡, 仟                 |
| 10000 | 万                     | 万, 萬                 | 萬                     |